# John Neale Dalton

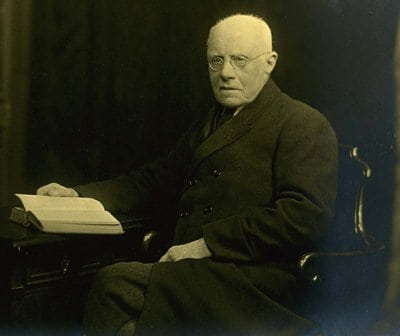
Ritratto di John Neale Dalton

John Neale Dalton (Margate, 24 settembre 1839 – 28 luglio 1931) è stato un presbitero inglese.

## Biografia
Era il figlio del reverendo John Neale Dalton, e di sua moglie, Elisa Maria Allies. Studiò alla Blackheath Proprietary School e al Clare College.
Fu nominato vicario a Canon George Prothero, nella parrocchia di Whippingham, sull'Isola di Wight, nel 1869. La chiesa era frequentata dalla famiglia reale presso la loro residenza estiva, Osborne, sull'isola. La regina Vittoria, dopo essere venuta a sapere della sua nomina, lo scelse come tutor per i suoi nipoti, i principi Alberto Vittorio e Giorgio. Dalton fu la seconda scelta come tutor, dopo Edward Carpenter, un altro sacerdote che era stato uno studente presso l'Università di Cambridge. Vittoria considerava che suo figlio, l'allora Principe di Galles Alberto Edoardo, stesse trascurando l'istruzione dei due principi. Dalton si trasferì al castello di Windsor e ricoprì la carica di tutor per i successivi quattordici anni.
Giorgio si dimostrò il più capace e desideroso di imparare. Suo fratello Alberto Vittorio, era ritroso, pigro e ottuso. Si ritenne che, anche se Giorgio avrebbe dovuto seguire una carriera in Marina, non sarebbe stato saggio separarlo da suo fratello siccome aveva una buona influenza su di lui. Di conseguenza, entrambi i ragazzi divennero cadetti sul HMS Britannia nel mese di settembre 1877. Dalton li accompagnò, condivise una cabina con loro, pur continuando ad agire come loro istitutore e come cappellano della nave. Nonostante la presenza di Dalton, i principi furono vittime di bullismo da parte di altri allievi.
Nel 1879 la loro formazione sul Britannia terminò. Fu di nuovo proposto che Eddy dovesse frequentare una scuola pubblica, ma Dalton raccomandò che i fratelli devano rimanere insieme. Si decise che sia principi che Dalton sarebbero saliti sul HMS Bacchante con un equipaggio accuratamente selezionato per avere una buona influenza sui ragazzi. Il capitano, Lord Charles Scott, era un figlio del duca di Buccleuch, mentre suo nipote il futuro 7º Duca faceva parte dell'equipaggio.
Nel 1892 il principe Giorgio lo invitò a bordo, come ospite,  sulla HMS Melampus durante la sua messa in servizio e prove.
Dalton divenne curato di Sandringham e canonico della cappella di San Giorgio al castello di Windsor.

## Matrimonio
Sposò, il 16 gennaio 1886, Catherine Evan-Thomas. Ebbero un figlio:
- Hugh Dalton (16 agosto 1887–13 febbraio 1962)
- Alexandra Mary (1891)

## Morte
Morì il 28 luglio 1931, a 91 anni.